# Васильев, Алексей Васильевич
Васильев Алексей Васильевич (22(10) марта 1897, Туруново, Буинский уезд — 25 ноября 1983, Чебоксары) — советский государственный деятель.

## Биография
Родился 10 (22) марта 1897 года в селе Туруново в чувашской семье.
Окончил Симбирскую чувашскую школу (1916). В феврале 1916 призван в царскую армию, воевал на германском и румынском фронтах.
С 1918 работал в Именевской и Шемалаковских начальных школах.
Участвовал в Гражданской войне.
В 1920-23 трудился в органах народного образования Буинского и Батыревского уездов.
В октябре 1927 выдвинут на работу в Чувашском обком ВКП(б). В 1929-32 редактировал республиканскую газету «Канаш».
В 1932-37 нарком земледелия Чувашской АССР. В августе 1937 был избран заместителя председателя ЦИК ЧАССР. 
Арестован 9 января 1938 года, впоследствии находился под стражей в тюрьме № 1 ОМЗ НКВД ЧАССР. На момент ареста проживал: в городе Чебоксары (ул. К.Маркса, д. 10, кв. 1). Был обвинён в причастности к контрреволюционной буржуазно-националистической организации. Выездной сессией судебной коллегии по уголовным делам Верхсуда РСФСР 12 октября 1939 года был обвинен по статьям: ст.58 п.7, ст.58 п.10 ч.1, ст.58 п.11 («Проводил контрреволюционную вредительскую деятельность в области животноводства»). Приговор: «подвергнуть высшей мере наказания — расстрелять с конфискацией имущества.» Определением Судебной коллегии по уголовным делам Верховного Суда СССР от 20 мая 1940 г.: «Приговор Судебной коллегии по уголовным делам Верхсуда РСФСР отменить и дело передать на новое рассмотрение. Меру пресечения оставить содержание под стражей.» Приговор Военного Трибунала ПРИВО от 13.02.1941 г.: «Васильева А. В. по ст.ст. 58-7, 19, 58-8, 58-11 УК РСФСР оправдать.» Определением Военной коллегии Верхсуда СССР от 13 мая 1941 г.: «Оправдательный приговор по Васильеву отменить, обратив дело о нем на доследование.» Особым совещанием при НКВД СССР от 16 сентября 1941 г.: «Заключить в ИТЛ сроком на 8 лет, считая срок с 9.01.1938 г.»
Освобожден из заключения 9.01.1946 г.
Снова арестован 17 января 1949 г., и содержался под стражей во внутренней тюрьме МГБ НКВД. На момент второго ареста не работал, проживал в г. Чебоксары (ул. Геронтьевский участок, д.2). Решением Особого Совещания при МГБ СССР 23 февраля 1949 г. сослан на поселение по обв.: ст.58 п.7 УК РСФСР, ст.58 п.11 УК РСФСР («Являлся участником контрреволюционной буржуазно-националистической организации, проводил антисоветскую вредительскую деятельность»). В ноябре 1954 года вернулся в Чебоксары.
Реабилитирован 21 октября 1955 г. Определение Военного Трибунала ПРИВО «Постановление Особого совещания при НКВД СССР от 16 сентября 1941 г. и Постановление Особого совещания при МГБ СССР от 23.02.1949 г. в отношении Васильева А. В. отменить и дело о нем в уголовном порядке производством прекратить за отсутствием состава преступления.»
До 1964 года работал в Министерстве сельского хозяйства ЧАССР, являлся начальником Конторы пчеловодства, заведующим отделом землепользования и землеустройства, главным агрономом по садоводству.
Написал воспоминания о своем заключении и ссылке.

## Награды
- Орден Красной Звезды (1967).